# Joe Phillips (hokeista)
Joseph „Joe” Phillips (ur. 24 marca 1911, zm. 13 listopada 1986 w Pune) – indyjski hokeista na trawie. Złoty medalista olimpijski z Berlina.
Zawody w 1936 były jego jedynymi igrzyskami olimpijskimi. W turnieju wystąpił w jednym spotkaniu.